# Нью-Дарем (Нью-Гемпшир)
Нью-Дарем (англ. New Durham) — місто (англ. town) в США, в окрузі Страффорд штату Нью-Гемпшир. Населення — 2693 особи (2020).

## Демографія
Згідно з переписом 2010 року, у місті мешкало 2638 осіб у 1014 домогосподарствах у складі 757 родин. Було 1523 помешкання
Расовий склад населення:
| - 98,0 % — білих - 0,3 % — азіатів - 0,2 % — чорних або афроамериканців - 0,1 % — корінних американців |

До двох чи більше рас належало 1,2 %. Частка іспаномовних становила 0,8 % від усіх жителів.
За віковим діапазоном населення розподілялося таким чином: 23,0 % — особи молодші 18 років, 64,9 % — особи у віці 18—64 років, 12,1 % — особи у віці 65 років та старші. Медіана віку мешканця становила 43,7 року. На 100 осіб жіночої статі у місті припадало 104,5 чоловіків;  на 100 жінок у віці від 18 років та старших — 102,8 чоловіків також старших 18 років.
Середній дохід на одне домашнє господарство  становив 91 957 доларів США (медіана — 77 596), а середній дохід на одну сім'ю — 103 940 доларів (медіана — 89 479). Медіана доходів становила 50 714 долари для чоловіків та 48 365 доларів для жінок. За межею бідності перебувало 3,7 % осіб, у тому числі 5,9 % дітей у віці до 18 років та 1,1 % осіб у віці 65 років та старших.
Цивільне працевлаштоване населення становило 1377 осіб. Основні галузі зайнятості: освіта, охорона здоров'я та соціальна допомога — 23,1 %, виробництво — 20,0 %, роздрібна торгівля — 11,0 %, науковці, спеціалісти, менеджери — 10,7 %.